# Grottasöngr

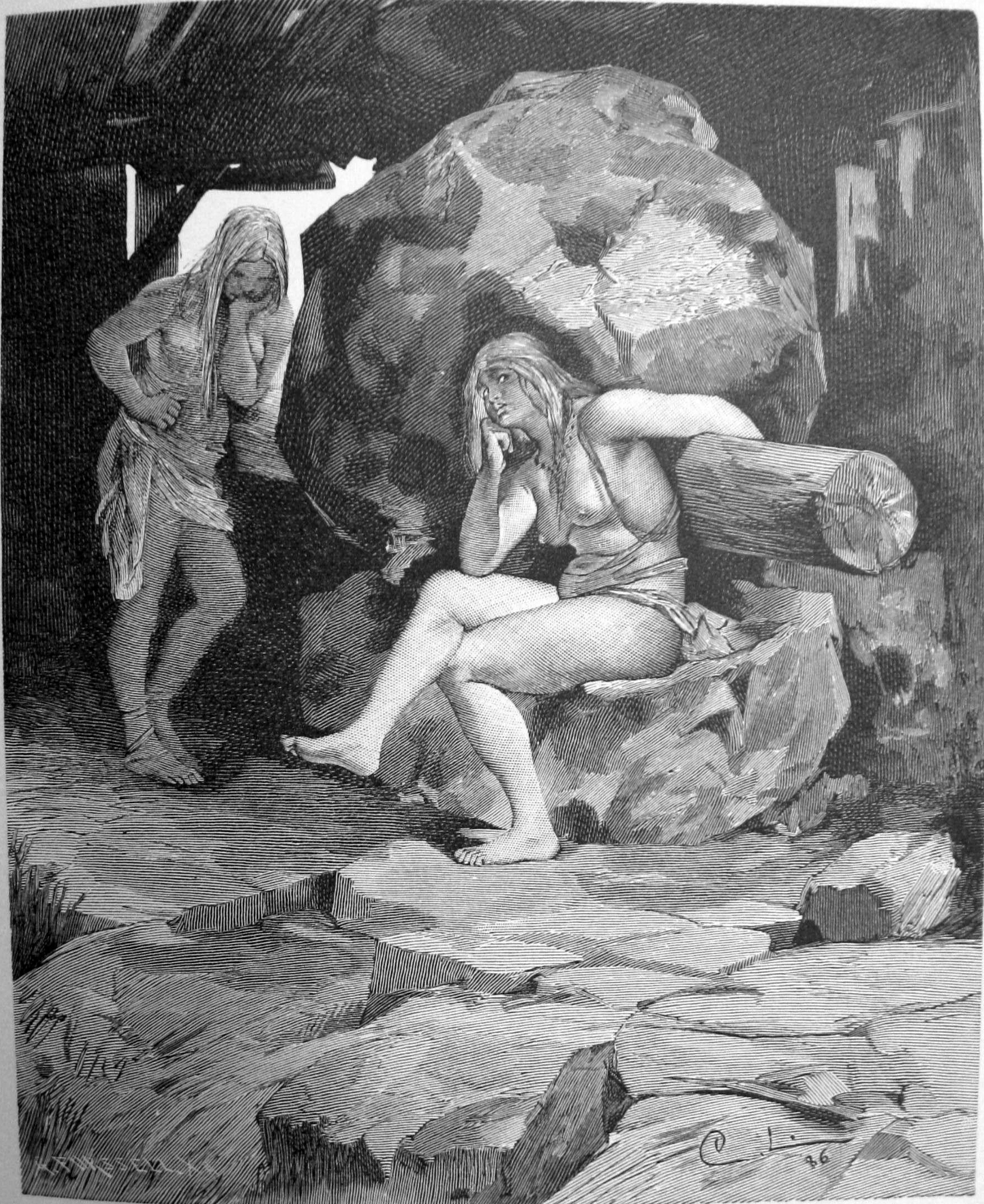
Fenja y Menja en el molino.

Gróttasöngr o Canción de Grótti es un antiguo poema nórdico, contado a veces entre los poemas de la Edda poética. Se preserva en uno de los manuscritos de la Edda prosaica de Snorri Sturluson junto con un mito que explica su contexto.
El mito también ha sobrevivido de forma independiente pero muy modificado como un cuento de hadas escandinavo llamado Por qué el mar es salado, recogido por Peter Christen Asbjørnsen y Jørgen Moe en su Norske Folkeeventyr. Por otra parte, Gróttasöngr tuvo gran impacto social y político en Suecia durante el siglo XX cuando fue modernizado bajo la forma de Den nya Grottesången por Viktor Rydberg.
Snorri relata que Skjöldr gobernó el país que hoy es Dinamarca. Skjöldr tenía un hijo llamado Fridleifr que lo sucedió en el trono. Fridleifr tenía un hijo llamado Fródi que se convirtió en rey luego de Fridleifr, y esto era en los tiempos en que César Augusto proclamó la paz en la tierra. La misma paz reinó en escandinavia; allí fue llamada la paz de Fródi. El norte era tan pacífico que ningún hombre lastimó a otro, aún si se encontraban con el asesino de su padre o de su hermano. Ningún hombre robaba y un anillo de oro podía descansar en los páramos de Jellinge durante largo tiempo.
El rey Fródi visitó Suecia, y a su rey Fjölnir compró dos gigantas esclavas llamadas Fenja y Menja que eran grandes y fuertes. En Dinamarca, había dos enormes piedras de molino que eran tan grandes que no había hombre lo suficientemente fuerte para utilizarlas. Sin embargo, el hombre que las utilizaba podía pedirles que produjeran cualquier cosa que deseara. Este molino era llamado “Grótti” y había sido dado a Fródi por Hengikjopt.
Fródi tenía a Fenja y Menja atados al molino y les pidió que molieran oro, paz y felicidad para él. No les dio descanso, ni les permitió dormir más que el tiempo de una canción o el silencio del cuco. En venganza Fenja y Menja comenzaron a cantar una canción llamada la “canción de Grótti” (el poema en sí mismo) y antes de que lo terminaran, habían producido una multitud liderada por un rey del mar llamado Mysing. Mysing atacó a Fródi durante la noche y lo mató y se fue con un enorme botín. Este fue el final de la paz de Fródi.
Mysing se llevó a Grótti así como a Fenja y Menja y les pidió que molieran sal. En la medianoche, le preguntaron a Mysing si no tenía suficiente sal, pero el les pidió que molieran más. Molieron solamente un poco más e inmediatamente el barco se hundió. Un torbellino gigante (maelstrom, de "mal", molino y "ström",  corriente) se formó en el mar al pasar el agua a través del centro de la piedra del molino. Luego el mar comenzó a tornarse salado.